# Mauno Nissinen
Mauno Aulis Nissinen (* 16. August 1947 in Oulu) ist ein ehemaliger finnischer Kunstturner, Biomechaniker und Trainer.

## Werdegang
Nissinen wuchs in Oulu auf. Das Mitglied des Vereins Oulun Pyrintö wurde zwischen 1967 und 1972 mehrmals finnischer Meister.
Bei der Europameisterschaft 1967 zeigte Nissinen als erster Turner einen gehockten Doppelsalto rückwärts. 1968 belegte er bei den Olympischen Sommerspielen mit der finnischen Mannschaft den zehnten Rang und wurde 17. im Einzelmehrkampf. Nach der Teilnahme an der Universiade 1967 in Tokio ging Nissinen an die University of Washington in die Vereinigten Staaten und wurde Mitglied der Hochschulturnriege. 1969 gewann er im Einzelmehrkampf die Meistertitel der NCAA (National Collegiate Athletic Association) sowie der AAU (Amateur Athletic Union). 1972 folgte Nissinens zweite Olympiateilnahme. Bei den Sommerspielen in München kam er im Einzelmehrkampf auf den 35. Platz. Während seiner Olympiavorbereitung in Magglingen hatte sich Nissinen mit dem israelischen Leichtathletiktrainer Amitzur Schapira angefreundet, der beim Attentat während der Spiele 1972 getötet wurde.
1973 gewann Nissinen am Barren die Silbermedaille bei der Europameisterschaft. Da Nikolai Andrianow (Sowjetunion) dieselbe Punktzahl aufwies wie der Finne, wurde bei der EM zweimal Silber vergeben. Nissinen gehörte der Nationalturnriege Finnlands insgesamt von 1965 bis 1975 an. Im Anschluss an seine Ausbildung in Finnland bemühte sich Nissinen vergeblich um eine Möglichkeit, in Leipzig in der Deutschen Demokratischen Republik zu studieren und zu trainieren.
1976 kehrte er an die University of Washington zurück und studierte Biomechanik. Zur selben Zeit weilte auch der Deutsche Eberhard Gienger an der Hochschule. Gienger und Nissinen nahmen am Training der Hochschulturnriege teil. Später wurde Nissinen Giengers Trauzeuge. 1978 ließ sich Nissinen in der Bundesrepublik Deutschland nieder und wurde wissenschaftlich sowie als Trainer tätig. Erkenntnisse seiner Arbeit veröffentlichte er unter anderem in vom Bundesinstitut für Sportwissenschaft und der Deutschen Vereinigung für Sportwissenschaft herausgegebenen Schriften sowie Fachzeitschriften. 1980 führte er die KTV Heilbronn/Neckarsulm (unter anderem mit Eberhard Gienger) als Trainer zum Gewinn der deutschen Mannschaftsmeisterschaft. Mitte der 1980er Jahre trat er am Olympiastützpunkt Hessen in Frankfurt am Main eine Stelle als Biomechaniker an. Dort arbeitete Nissinen bis zum Übergang in den Ruhestand im Jahr 2019.
Nissinen war bis Ende der 1980er Jahre des Weiteren deutscher Bundestrainer, in seine Amtszeit fiel der Weltmeisterschaftstitel im Ringeturnen von Andreas Aguilar im Oktober 1989. In den 2000er Jahren beriet Nissinendie finnische Turnnationalmannschaft in Trainingsbelangen. Er arbeitete als Biomechaniker lange mit Fabian Hambüchen zusammen.
Aus seiner ersten Ehe mit einer Sportpsychologin ging eine Tochter hervor, in zweiter Ehe ist er mit der Sportwissenschaftlerin und ehemaligen Kunstturnbundestrainerin Petra Nissinen-Theiss verheiratet, mit der er zwei Söhne hat, von denen Jukka Nissinen ebenfalls Leistungsturner wurde.